# European Open (quần vợt)
European Open là giải đấu nam thuộc ATP World Tour 250 series diễn ra ở Antwerp, Bỉ. Đây là giải đấu mới trong ATP World Tour 2016. Sự kiện đầu tiên diễn ra từ 17–23 tháng 10 năm 2016.

## Các trận chung kết trước

### Đơn
| Năm  | Vô địch            | Á quân            | Tỉ số         |
| ---- | ------------------ | ----------------- | ------------- |
| 2016 | Richard Gasquet    | Diego Schwartzman | 7−6(7−4), 6−1 |
| 2017 | Jo-Wilfried Tsonga | Diego Schwartzman | 6−3, 7−5      |

### Đôi
| Năm  | Vô địch                              | Á quân                              | Tỉ số            |
| ---- | ------------------------------------ | ----------------------------------- | ---------------- |
| 2016 | Daniel Nestor Édouard Roger-Vasselin | Pierre-Hugues Herbert Nicolas Mahut | 6–4, 6–4         |
| 2017 | Scott Lipsky Divij Sharan            | Santiago González Julio Peralta     | 6–4, 2–6, [10–5] |